# Синон
Синон е гръцки воин, син на Езим, родственик на Одисей.
През времето на Троянската война се престорил на беглец от гръцкия лагер и подвел троянците да внесат дървения кон през градските порти.

## В художествената литература
- В своята „Божествена комедия“ Данте Алигиери вижда Синон в осмия кръг на ада.
- Уилям Шекспир, известният английски драматург, използва този герой в свои творби като символ на измяна.